# Copa Aldao 1913
La Copa Aldao 1913 fue la primera edición del torneo organizado por AFA y AUF. Enfrentó a Estudiantes de La Plata, ganador del Campeonato de Primera División 1913 (FAF); y al River Plate F. C., ganador del Campeonato de Primera División 1913.
Esta edición se disputó a partido único y, además, un partido promocional también a único partido. El partido fue suspendido por lluvia y no se disputó en la fecha originalmente programada. Tuvo la particularidad de haberse jugado, eventualmente, en 1914.

## Clubes clasificados
Clasificaron como campeones de 1913 de sus respectivos países.
| FAF (Argentina) |  | Estudiantes (LP) |  | Campeón de Primera División de Argentina (1913 FAF) |
| AUF (Uruguay)   |  | River Plate      |  | Campeón de Primera División de Uruguay (1913)       |

## Final
Esta final fue suspendida por lluvia antes de jugarse. Sin embargo, algunas fuentes afirman que Estudiantes venció por 4 a 1.
| 17 de mayo de 1914 | River Plate | vs. | Estudiantes (LP) |  |  |

## Partido promocional
Clasificaron para jugar un partido promocional como cuartos (4º puesto) de 1913 de los respectivos países.
| FAF (Argentina) |  | Kimberley |  | 4º puesto de Primera División de Argentina (1913 FAF) |
| AUF (Uruguay)   |  | Central   |  | 4º puesto de Primera División de Uruguay (1913)       |

Este partido fue suspendido por lluvia a los 30' del primer tiempo.
| 17 de mayo de 1914 | Kimberley | 0:0 | Central | Estadio G.E.B.A., Buenos Aires |  |